# Andalusie
Andalusie (španělsky Andalucía), plným názvem Autonomní společenství Andalusie, je nejlidnatější a druhé největší autonomní společenství a historické území na jihu Španělska při pobřeží Středozemního moře a Atlantského oceánu. Metropolí regionu je Sevilla.

## Etymologie
Název Andalusie pochází z arabského „Al-Andalus“, což bylo označení části Pyrenejského poloostrova pod arabskou nadvládou. Tento termín byl odvozen od Vandalů, kteří oblast osídlili na přelomu 4. a 5. století. Podle nalezišť v této provincii byl pojmenován minerál andalusit.

## Historie

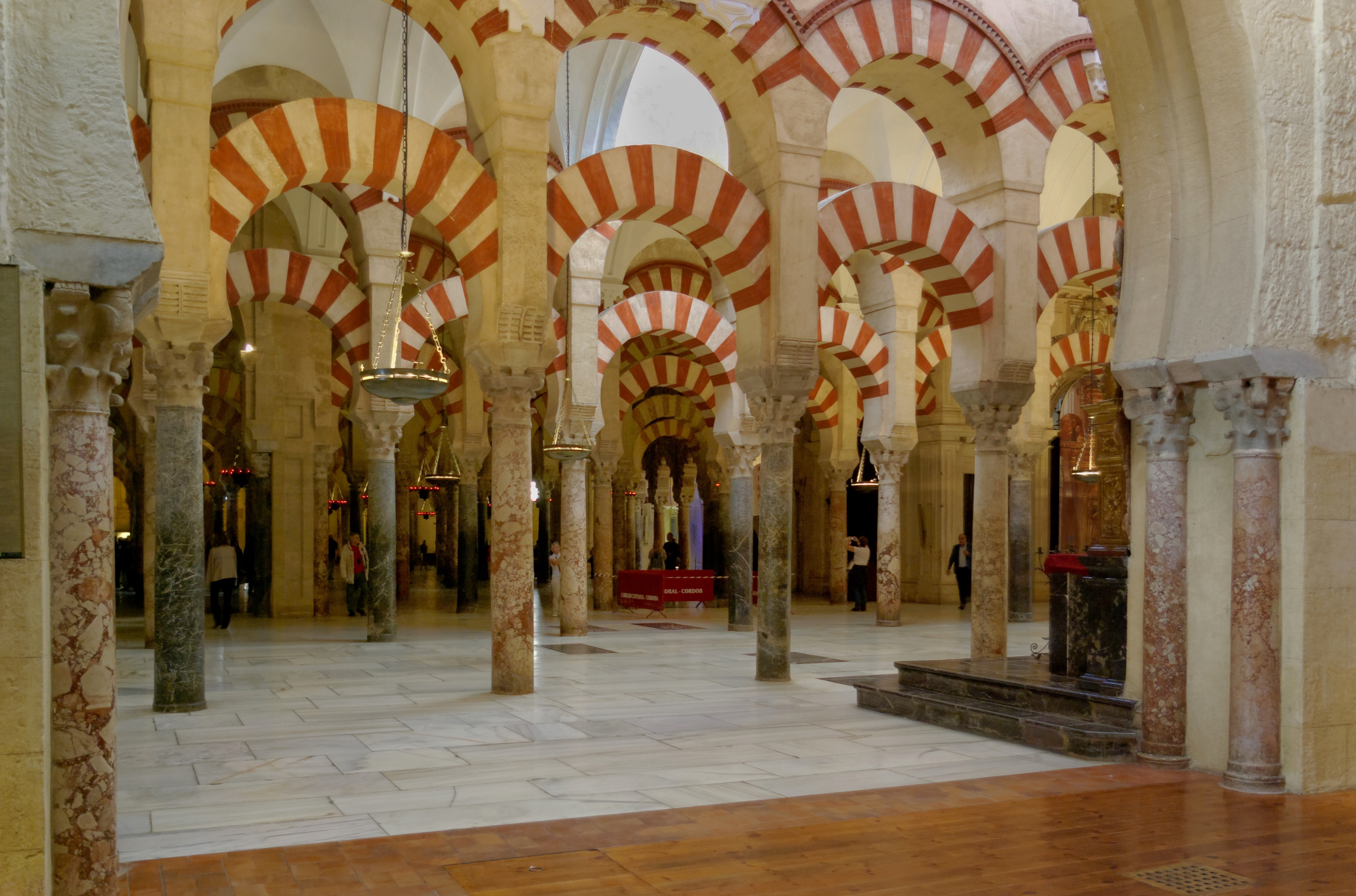
Mešita v Córdobě, dochovaný skvost arabské architektury

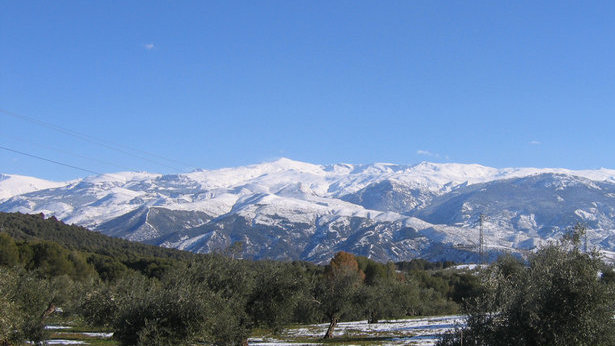
Sierra Nevada

Andalusie byla už od nejstarších dob nejúrodnější částí Pyrenejského poloostrova s vyspělým zemědělstvím a městskými středisky. Ve starověku byla oblast osídlena iberskými kmeny, na pobřeží se nacházely obchodní kolonie Féničanů – například Hyspalis (dnešní Sevilla) či Gades (Cádiz), kteří v Andalusii ve zdejších bohatých dolech těžili zlato a stříbro. Roku 206 př. n. l. oblast ovládla Římská říše. Roku 197 př. n. l. se v jejím rámci stala oblast součástí provincie Hispania Ulterior, po reorganizaci pak roku 14 př. n. l. vznikla v jejím rámci provincie Hispania Baetica, zahrnující většinu moderní Andalusie, jih Extremadury, jihozápad Kastilie-La Mancha, a malou část Portugalska východně od řeky Guadiana.
Na přelomu 4. a 5. století pak oblast obsadili germánští Vandalové, a roku 429 byla začleněna do Vizigótské říše. V 6. století pak jihovýchodní pobřeží Andalusie ovládla Byzantská říše. Roku 711 pak Andalusii ovládli Arabové. Roku 750 se Andalusie stala součástí Córdobského emirátu (později Córdobský chalífát), s významnými centry politického, vědeckého i kulturního života, jakými byly Córdoba, Sevilla, Jaén či Granada. Arabové však obohatili i zdejší zemědělství (zavedli například pěstování rýže a dalších subtropických rostlin). Jednotlivá města se po rozpadu Cordobského chalifátu roku 1031, stala středisky menších států (taifas), přičemž jeden z nich i nadále nesl označení Córdobský emirát.
Po porážce muslimů v bitvě u Las Navas de Tolosa roku 1212 se Córdobského emirátu zmocnil emirát Granada, ale už roku 1236 ho ovládla Kastilie, která roku 1246 ovládla i Jaén a roku 1248 také Sevillu. Roku 1462 získala Kastilie Gibraltar a roku 2. ledna 1492 padla i Granada, čímž byla zakončena reconquista. Poté začalo pronásledování a vyhánění muslimského (Maurové, pokud přijali křesťanství Moriskové), ale i židovského obyvatelstva. K dalšímu rozvoji došlo až v 19. století.
Před správní reformou z roku 1833 se pak Andalusie členila na 4 provincie: Království Córdoba, Království Jaén, Království Granada a Království Sevilla. 30. listopadu 1833 pak došlo ke správní reformě, při níž bylo území Andalusie rozděleno na současných 8 provincií.
Podle federalistické ústavy První španělské republiky měly být na území Andalusie ustaveny spolkové státy Horní Andalusie (španělsky Andalucía Alta) a Dolní Andalusie (španělsky Andalucía Baja), což však kvůli kolapsu republiky nakonec nebylo realizováno.
Po pádu diktátorského režimu generála Francisca Franca a obnovení demokracie ve Španělsku, získala Andalusie koncem 70. let 20. století rozsáhlou autonomii, což bylo 11. ledna 1982 potvrzeno schválením autonomního statutu.

## Symboly

### Vlajka
Andaluská vlajka je tvořena listem o poměru stran 2:3 s uprostřed umístěným znakem autonomního společenství.

### Znak
Andalusie má znak, přijatý usnesením shromáždění autonomistů v Rondě 1918: En campo de sinople, una faja de plata, y brochante sobre todo la figura de Hércules prominente entre dos columnas de plata con capiteles de oro, sujetando con sus manos y por las melenas a dos leones al natural, y sobre las dos columnas un arco de medio punto cargado con las palabras latinas "Dominator Hercules Fundator"; en punta, la leyenda en letras de oro "Andalucía por sí, para España y la Humanidad" - V zeleném poli stříbrné břevno, přese vše postava Herkula zepředu mezi dvěma stříbrnými sloupy se zlatými hlavicemi. Vedle něj leží dva přirození lvi, sloupy jsou spojeny obloukem s nápisem DOMINATOR HÉRCULES FUNDATOR, dole zlatý nápis ANDALÚCIA POR SÍ, PARA ESPAŇA Y LA HUMANITAD. (fakticky je nápis ve třech řádcích na panelu, opakujícím barvy štítu, kolem se zlatou kartuší). Ve skutečnosti se znak užívá bez štítu jako odznak nebo v identicky zbarveném listu vlajky.
Existuje i heraldicky upravená verze znaku s modrým štítem a zlatými literami – jde zřejmě o návrh Vicenta Cadenase. Obě verze znaku ukazují Herkula – jeho atributy jsou svalnaté tělo a lví kůže, kterou je oděn. Sloupy jsou velmi důležité, neboť jsou to slavné Herkulovy sloupy, které se také objevují na státním znaku a vlajce. Andalusie je region, který vládne úžině Gibraltarské. Gibraltarská skála spolu s jejím protipólem za úžinou, Džebel al Musa, byly známy ve starověku právě jako Herkulovy sloupy. To kvůli báji o tom, že Herkules zde plnil další z úkolů při získáváni zlatých jablek Hesperidek – a vytvořil průliv, spojující Středozemní moře s oceánem tím, že prorazil mohutnou skálu, které tarasila výjezd ze Středozemního moře. Tuto skálu pak vztyčil po obou stranách úžiny. Město Cadiz, od jehož znaku je krajský znak odvozen, nazývá Herkula zakladatelem města.
Znak byl v souladu se článkem 6.2 Autonomního statutu Andalusie z roku 1981 schválen prvním článkem (artículo primero) zákona č. 3/1982 z 21. prosince O hymně a znaku Andalusie. Byl potvrzen i novým autonomním statutem z roku 2007. Autorem koncepce znaku (či spíše emblému) byl vůdce andaluských autonomistů Blaz Infante.

### Hymna
Andaluská hymna je píseň „La bandera blanca y verde“ (česky Bílá a zelená vlajka). Hudbu složil José del Castillo Díaz, text napsal Blas Infante Pérez de Vargas.

## Geografie

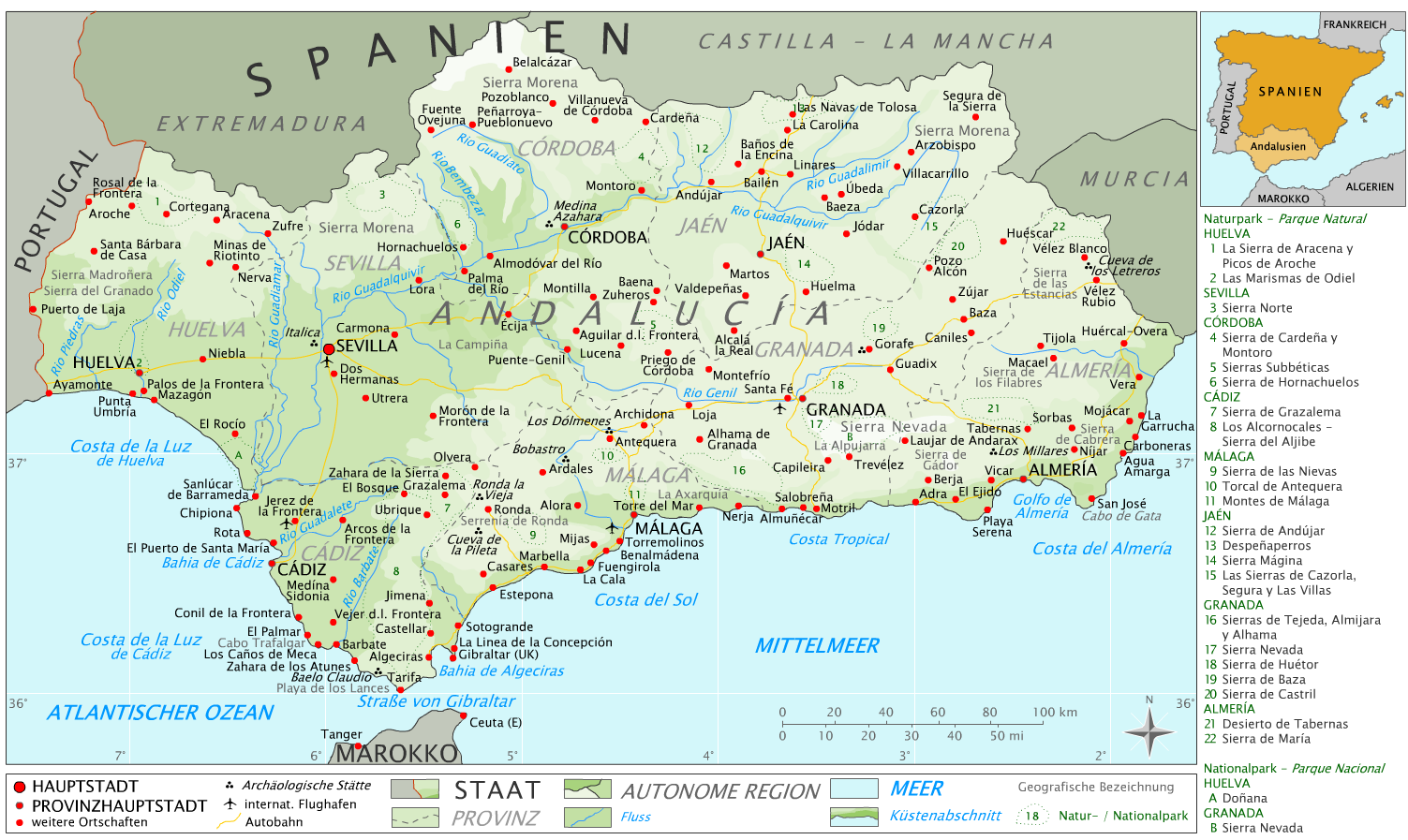
Mapa Andalusie

Andalusie hraničí na severu s Extremadurou a Kastilií – La Manchou, na východě s Murcií, na jihu se Středozemním mořem a Gibraltarem, na jihozápadě s Atlantským oceánem, a na západě s Portugalskem.
Na sever Andalusie zasahuje pohoří Sierra Morena, na východě Sierra de Segura na jihu pak pohoří Cordillera Penibética se Sierrou Nevadou. Podél řeky Guadalquivir se rozkládá nížina. Přirozenou hranici s Kastilií – La Manchou tvoří průsmyk Despeñaperros.

## Administrativní členění

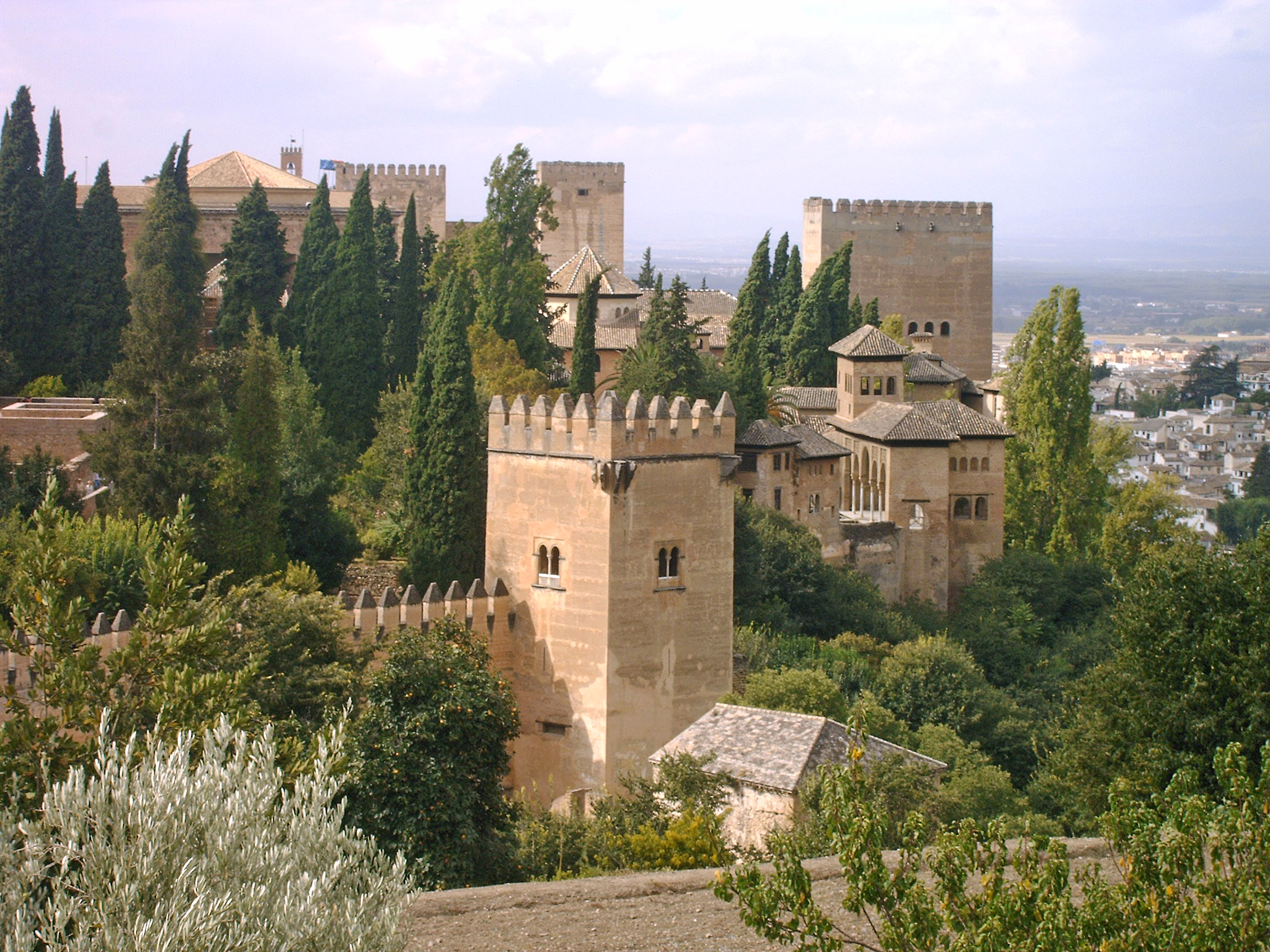
Alhambra, Granada

Andalusie se od roku 1833 člení na 8 provincií zavedených Javierem de Burgos: Almería, Cádiz, Córdoba, Granada, Huelva, Jaén, Málaga, Sevilla.

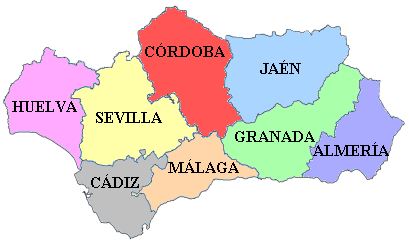
Andaluské provincie

| Provincie | Obyvatelstvo | Rozloha (km²) | Obcí | Soudních okresů |
| --------- | ------------ | ------------- | ---- | --------------- |
| Almería   | 667 635      | 8 774         | 102  | 8               |
| Cádiz     | 1 220 467    | 7 436         | 44   | 14              |
| Córdoba   | 798 822      | 13 550        | 75   | 12              |
| Granada   | 901 220      | 12 531        | 168  | 9               |
| Huelva    | 507 915      | 10 148        | 79   | 6               |
| Jaén      | 667 438      | 13 489        | 97   | 10              |
| Málaga    | 1 563 261    | 7 308         | 101  | 11              |
| Sevilla   | 1 875 462    | 14 042        | 105  | 15              |

## Hlavní centra Andalusie

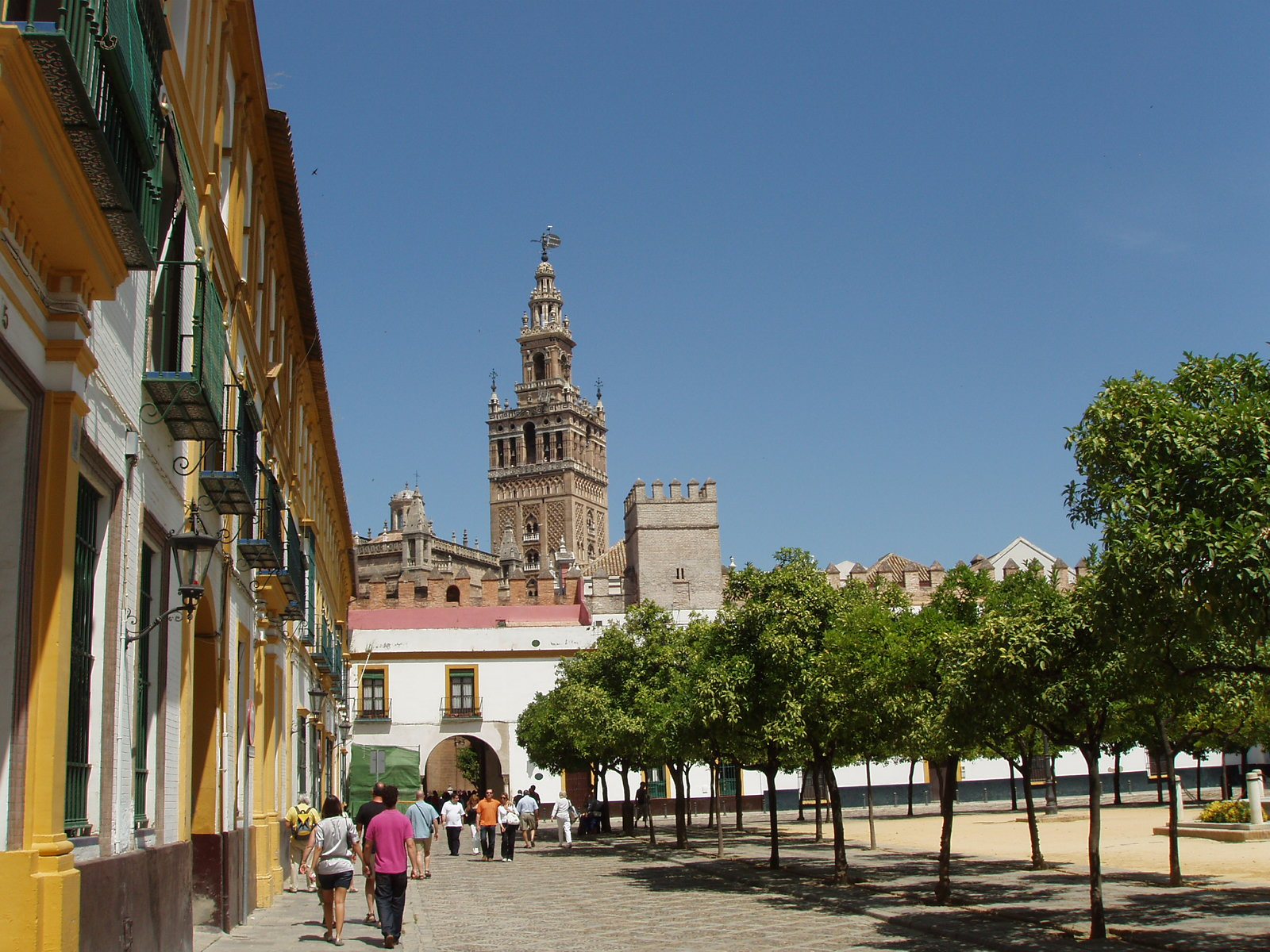
Sevilla

Andalusie je známá pro svoji maurskou architekturu. K nejznámějším stavbám patří paláce Alhambra v Granadě, mešita v Córdobě, a věže Torre del Oro a Giralda v Seville. Poblíž Córdoby se nacházejí ruiny Medina Azahara.
- Sevilla
- Malaga
- Córdoba
- Granada
- Cádiz

## Obyvatelstvo
| 1787     | 1842     | 1860     | 1887     | 1900     | 1910     | 1920    | 1930     |
| 1850 157 | 2300 020 | 2965508  | 3380 846 | 3544769  | 3800 299 | 4221686 | 4627148  |
| 1940     | 1950     | 1960     | 1970     | 1981     | 1991     | 2001    | 2010     |
| 5255120  | 5647244  | 5940 047 | 5991 076 | 6440 985 | 6940 522 | 7357558 | 8370 975 |

Mapa hustoty osídlení Andalusie (dle obcí) ukazuje koncentraci obyvatelstva podél pobřeží a v nížinách řeky Guadalquivir a vylidnění vnitrozemských hraničních oblastí

Protože v 16. a 17. století sloužil přístav Sevilla jako vstupní brána do Ameriky, obsahuje americká španělština hodně rysů andaluského dialektu španělštiny.

## Předsedové vlád Andalusie
- 27. května 1978 – 2. června 1979 Plácido Fernández Viagas (PSOE)
- 2. června 1979 – 7. května 1984 Rafael Escuredo Rodríguez (PSOE)
- 7. května 1984 – 27. července 1990 José Rodríguez de la Borbolla y Camoyán (PSOE)
- 27. července 1990 – duben 2009 Manuel María Cháves González (PSOE)
- od dubna 2009 José Antonio Griñán (PSOE)